# If You Have to Ask
Singles de Red Hot Chili Peppers
Suck My Kiss
(1992) Soul to Squeeze
(1993)
If You Have to Ask est une chanson des Red Hot Chili Peppers et le cinquième single extrait de leur album Blood Sugar Sex Magik.
Le rythme de la chanson est assez modéré avec une ligne de basse très funk, un morceau de guitare simple et un rap plutôt doux pour les paroles.
Le producteur de l'album Rick Rubin a suggéré d'enregistrer la chanson dans un prétendu manoir hanté de Los Angeles, ce qui donne des effets sonores et un bruit de fond particulier.
Le riff de guitare de John Frusciante a été enregistré directement devant un micro sans passer par un amplificateur, ce qui donne ce son sec. En live, Frusciante utilise son micro chevalet pour avoir un rendu assez proche.
À la fin de la chanson, après que John Frusciante a fini son solo de guitare, on peut clairement entendre l'équipe de production applaudir le jeu impeccable du guitariste tout au long du morceau. Ils n'ont jamais cherché à retirer ces applaudissements car ils rendaient plutôt bien et ajoutait à la richesse du morceau.